# Tereshkova (cràter)
Tereshkova és un cràter d'impacte relativament petit pertanyent a la cara oculta de la Lluna. Es localitza en el perímetre occidental de la Mare Moscoviense, al sud-est del cràter Feoktistov.

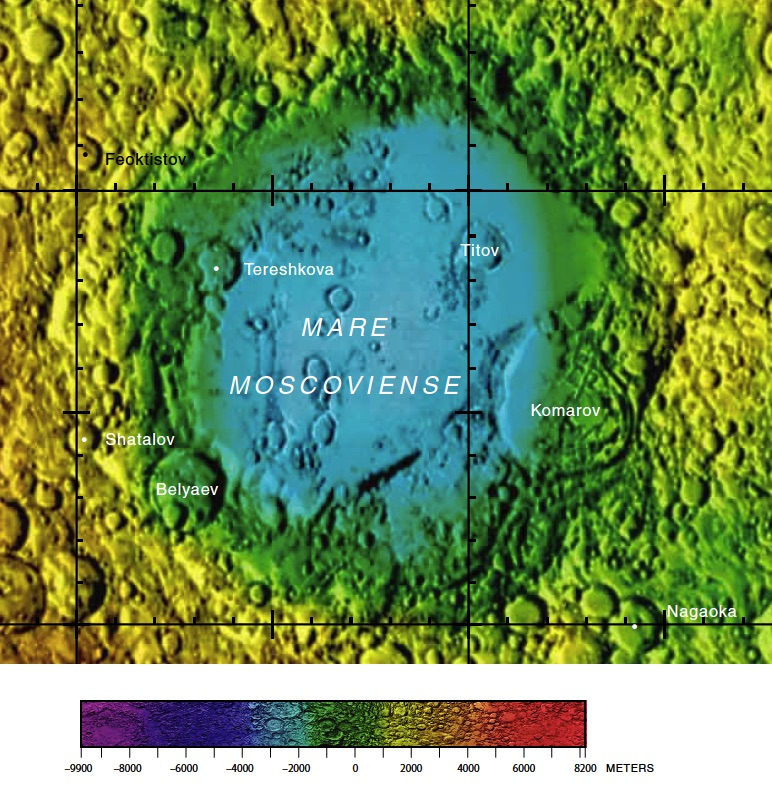
Localització de Tereshkova (centre superior dreta de la imatge)
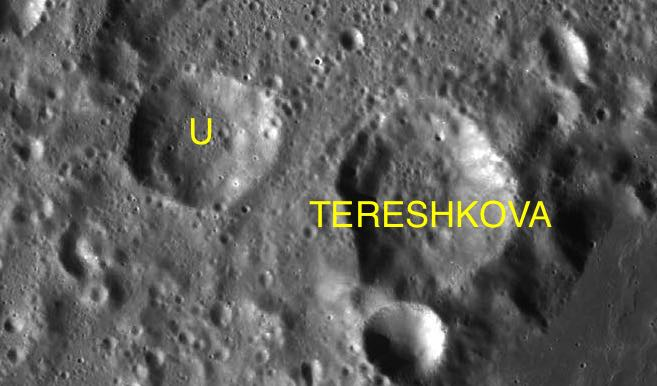
Cràters satèl·lit

La vora d'aquest cràter s'assembla a un hexàgon de contorn arrodonit. Posseeix un petit cràter en forma de copa a prop de la vora exterior de la vora sud. Les muralles orientals d'aquest cràter es fonen amb la vora de la Mare Moscoviense. El perfil de la vora està desgastada, però només cràters minúsculs piquen la superfície de la vora i de l'interior del cràter.

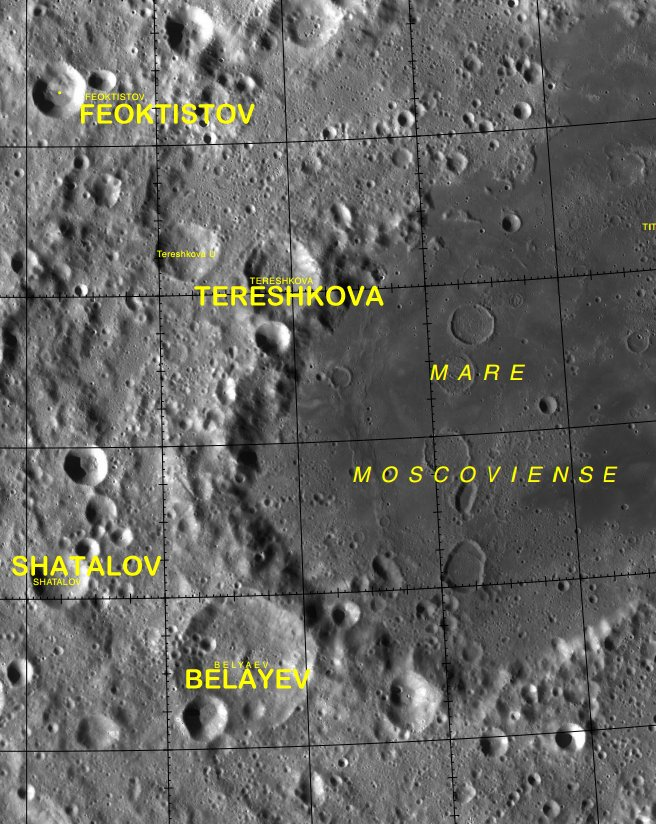
Rodalies de Tereshkova. Fotografia de la missió Lunar Reconnaissance Orbiter
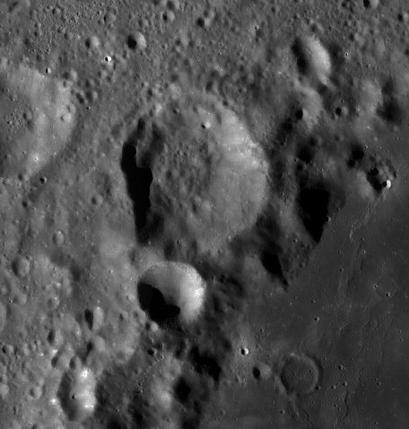
Cràter de Tereshkova. Fotografia de la missió Lunar Reconnaissance Orbiter
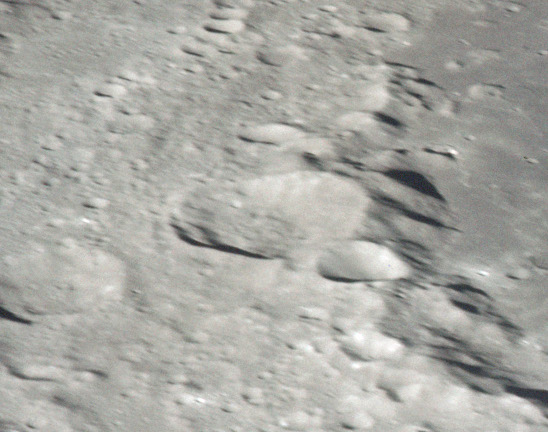
Cràter de Tereshkova. Fotografia de la missió Apollo 13

Deu el seu nom a la cosmonauta Valentina Tereixkova, la primera dona en l'espai.

## Cràters satèl·lit
Per convenció aquests elements són identificats en els mapes lunars posant la lletra en el costat del punt central del cràter que està més proper a Tereshkova.
| Tereshkova | Coordenades                            | Diàmetre |
| ---------- | -------------------------------------- | -------- |
| U          | 28° 42′ N, 142° 48′ E / 28.7°N,142.8°E | 23 km    |